# Sonderbericht Management des Risikos von Extremereignissen und Katastrophen zur Förderung der Anpassung an den Klimawandel
Der Sonderbericht Management des Risikos von Extremereignissen und Katastrophen zur Förderung der Anpassung an den Klimawandel beschreibt den Zusammenhang zwischen den physikalischen Effekten von extremen Wetter- und Klimaereignissen und den Faktoren wie Exposition und Verwundbarkeit und leitet Handlungsempfehlungen ab. Die Grundlage für den Bericht bildete die Internationale Strategie zur Katastrophenvorsorge der Vereinten Nationen. Es wurden die wissenschaftlichen Grundlagen des Katastrophen-Recovery, Katastrophenrisikomanagements und der Katastrophen-Risikominderung einbezogen. Der Prozess der Erarbeitung begann 2008. Die Anerkennung und Fertigstellung erfolgte 2011.

## Hauptaussagen
Die wichtigste Aussage betrifft das Verhältnis zwischen der Schwere von Ereignissen, der Exposition und Verwundbarkeit und den angerichteten Schäden. Ein leichtes Ereignis kann bei hoher Exposition und Verwundbarkeit starke Schäden hervorrufen, ein schweres Ereignis kann nur leichte Schäden zur Folge haben, wenn Exposition und Verwundbarkeit gering sind. Eine Kernaussage ist, dass extreme Ereignisse zunehmen werden. Als Beispiele für extreme Wetter- und Klimaereignisse werden Hitze, extreme Temperaturen, Starkniederschlagsereignisse, Überschwemmungen, Hochwasser, Dürren und Erdrutsche bei Gebirgen aufgeführt. Aufgrund einer nicht ausreichenden Datenlage gelten Einschränkungen für diese Aussage für Tornados, Monsune und Hagel. Als Grundlage für die Prognosen dienen Simulationen und Modelle. Der Bericht zeigt weitere Möglichkeiten für die Forschung auf. Vielfach gibt es zu wenig Erkenntnisse über Klimaschwellenwerte und sind die physikalischen Zusammenhänge und Mechanismen von Extremereignissen noch nicht ausreichend verstanden. Dadurch kann die Intensität von Ereignissen nicht hinreichend genau eingeschätzt werden. Extremwetterereignisse verursachen vor allem in Industrienationen erhebliche Schäden für die Wirtschaft und bedeuten ein Risiko für Versicherungen. Alle Faktoren bedingen einander und beeinflussen sich dynamisch. In dem Bericht werden Gegenmaßnahmen im Rahmen des Risikomanagements aufgezählt. Die Gesellschaft hat die Möglichkeit, die Exposition und Verwundbarkeit zu reduzieren, Vorbereitungen zu treffen, die Transformation voranzubringen und Risiken in Form von Fonds zu übertragen und zu verteilen. Den Auswirkungen von Katastrophen kann mit unterschiedlichen Maßnahmen entgegengewirkt werden.
Kurzfristig kann ein in Not geratener Staat mit humanitärer Hilfe unterstützt werden. Langfristige Möglichkeiten reichen von technischen Lösungen, die vor Ort eingesetzt werden bis zu Maßnahmen mit globaler Wirkung, wie z. B. die Umsiedlung der Bevölkerung. Umfassend in der Vorsorge wirken eine gute Bildung in Hinblick auf Risiken und Vorsorge und eine ausreichende Sensibilisierung durch regelmäßige Hinweise. Maßnahmen wirken sinnvoll, wenn sie an die individuelle Situation vor Ort berücksichtigen.